# Chaszfat Umm Adasa
Chaszfat Umm Adasa (arab. خشفة أم عدسة) – wieś w Syrii, w muhafazie Aleppo, w dystrykcie Manbidż. W 2004 roku liczyła 332 mieszkańców.